# دينيس كو
دينيس كو (بالإنجليزية: Denis Coe)‏ هو سياسي بريطاني، ولد في 5 يونيو 1929، وتوفي في 3 مارس 2015. حزبياً، نشط في حزب العمال. في الانتخابات العامة في المملكة المتحدة 1966 ‏، انتخب عضو البرلمان الرابع والأربعون للمملكة المتحدة عن دائرة Middleton and Prestwich (UK Parliament constituency) ‏ (31 مارس 1966 – 29 مايو 1970).